# Donatus van Arezzo

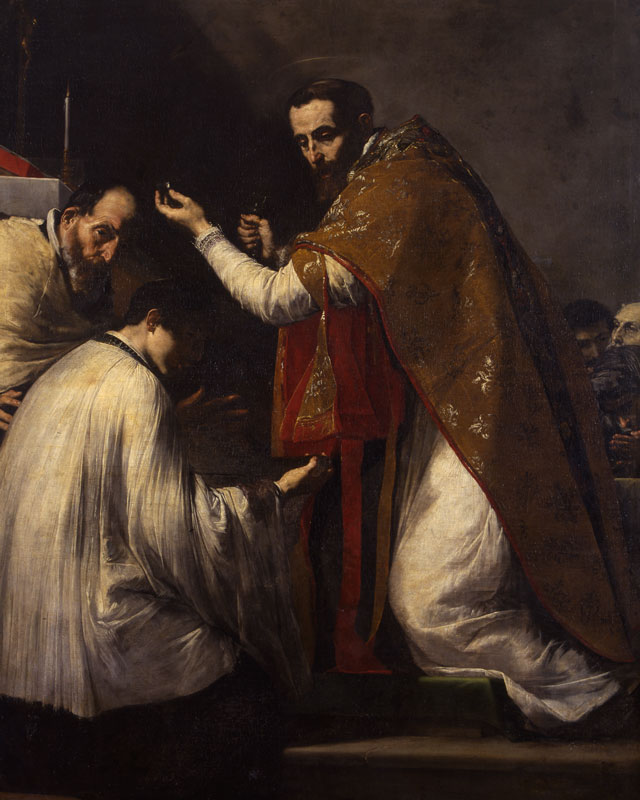
Het wonder van Sint Donatus van Jusepe de Ribera, Museum van Picardië, Amiens

Sint Donatus van Arezzo (Italiaans: San Donato di Arezzo) is de beschermheilige van Arezzo en wordt als (voormalig) bisschop van de stad beschouwd.
Severinus, een bisschop van Arezzo, schreef een "Passie" van Donatus' leven, maar deze is van twijfelachtige historische waarde. Hij noemt Donatus een martelaar, hoewel Donatus in oude bronnen wordt beschreven als een bisschop en trouw belijder van het geloof en niet als martelaar. Een vroege hagiografie over Donatus was al bekend aan Gregorius de Grote. Volgens de traditie werd Donatus martelaar op 7 augustus 362, tijdens de regering van Julianus de Afvallige en was hij afkomstig uit Nicomedia.